# 204
Het jaar 204 is het 4e jaar in de 3e eeuw volgens de christelijke jaartelling.

## Gebeurtenissen
- In 204 werd de Boog van de geldwisselaars voltooid.

## Geboren
- Philippus I ("de Arabier"), keizer van het Romeinse Keizerrijk (overleden 249)
- Plotinus, Grieks filosoof en grondlegger van het neoplatonisme (overleden 270)